# Sarab-e Doure
Sarab-e Doure – miasto w Iranie, w ostanie Lorestan. W 2016 roku liczyło 1713 mieszkańców.